# Kingsley Obiekwu
Kingsley Obiekwu, född den 12 november 1974 i Ibusa, Nigeria, är en nigeriansk fotbollsspelare. Vid fotbollsturneringen under OS 1996 i Atlanta deltog han i det nigerianska lag som tog guld. 